# Пасіка (Ізюмський район)
Па́сіка — село в Україні, у Оскільській сільській територіальній громаді Ізюмського району Харківської області. Населення становить 45 осіб.

## Географія
Село Пасіка знаходиться на правому березі річки Сіверський Донець, вище за течією примикає до села Яремівка, нижче за течією на відстані в 5 км розташоване село Богородичне (Донецька область), на протилежному березі — село Студенок.

## Походження назви
Єдина доступна версія — на квітучих заливних луках заплави Сіверського Дінця розташовувалися панські і людські пасіки.

## Історія
19 липня 2020 року, в результаті адміністративно-територіальної реформи та ліквідації Ізюмського району (1923—2020), село увійшло до складу новоутвореного Ізюмського району.

## Населення
Згідно з переписом УРСР 1989 року чисельність наявного населення села становила 79 осіб, з яких 45 чоловіків та 34 жінки.
За переписом населення України 2001 року в селі мешкали 43 особи.

### Мова
Розподіл населення за рідною мовою за даними перепису 2001 року:
| Мова       | Відсоток |
| ---------- | -------- |
| українська | 93,33 %  |
| російська  | 6,67 %   |

## Транспорт
- Автодорога Ізюм — Суха Кам'янка — Студенок — Святогорськ районного значення, автобусне сполучення з м Ізюм, зупинка — с. Яремівка (2,5 км ґрунтової дороги).

## Екологія
- Найбільш екологічно чистий район вздовж р. Сіверський Донець нижче м Ізюм.

## Об'єкти соціальної сфери
- Магазин — с. Яремівка, 2,5 км

## Пам'ятки
- Заплавні частково заболочені луги, озера і стариці річки Сіверський Донець, річка Сіверський Донець з одного боку і Донецький кряж — з іншого створюють унікальну місцевість яка має народну назву «Веделиха» — річка «видєлує» (виробляє) кілька петель між горами і лісом, у закрутах — красиві піщані коси, місця для купання і рибного лову, малодоступні в зв'язку заболоченістю заплави. Улюблені місця стоянок і ночівель при сплаві по Сіверському Донцю. Слід зазначити, що саме це місце, а не розташоване нижче за течією Святогір'я, було названо «Донецькою Швейцарією»
- Лиса Гора — домінуюча над місцевістю висота, поросла листяним лісом, біля підніжжя якої Сіверський Донець підходить до Донецького кряжу і далі тече вздовж гір. Ще 20 років тому вершина гори дійсно була лисою, молодь з розташованих на березі наметових таборів «Романтик» та студентського табору Краматорського Індустріального інституту влаштовувала там вечори авторської пісні, зустрічі і зльоти. В даний час — заросла чагарником і ліщиною, важкодоступна.
- «Донецький терренкур» — пішохідна стежка вздовж берега Сіверського Дінця біля підніжжя Донецького кряжа від Лисої Гори до с. Богородичне. Отримала назву завдяки винятковій мальовничості, яку порівнюють з П'ятигорськими теренкурами.
- Розкопки в місцях стоянки людини часів палеоліту.